# Туров Ігор Вікторович
Ігор Вікторович Туров (25 червня 1966 Київ) — український історик, фахівець в області рабинської писемності, єврейської містики і хасидизму, політолог, поет. Доктор історичних наук (2013).

## Освіта і наукова кар'єра
1989 — закінчив факультет технології цукристих речовин Київського Технологічного Інституту Харчової Промисловості.
1994 — закінчив спеціальний факультет Інституту Країн Азії та Африки Московського Державного Університету. Основні предмети навчання: Іврит і історія єврейського народу.
Жовтень 1994 — червень 1995 — Викладач московського єврейського університету.
Вересень 1996 — липень 1997 — Студент Центру Мелтона (Melton Centre) при Єрусалимському університеті. За час навчання склав іспити з таких курсів: Мидраш Береш Раба (проф. Менахем Кагана); Вавилонський Талмуд, трактат Гітін (проф. Менахем Кагана); читання агадичних мідрашів (доктор Іошуа Левінсон); Історія євреїв Палестини від повстання Бар-Кохби до часів занепаду патріархату (проф. Ишаягу Гафні).
1999 — захистив дисертацію на здобуття наукового ступеня кандидата історичних наук. Тема дисертації: «Ставлення палестинських мудреців до неєвреїв згідно Мідраша амораев». (Джерело)
Жовтень 2001 — червень 2002 — Стажувався в Єрусалимському університеті (стипендія фонду YAD HANADIV BERACHA FOUNDATION). Стажування присвячена дослідженню каббали і хасидизму. За час навчання прослухав сім курсів з даної тематики професорів: Мойсея Іделя, Єгуди Лібеса і Роніт Мероз.
Грудень 2003 — квітень 2014 року — директор Міждисциплінарної сертифікатної програми з юдаїки при Національному Університеті «Києво-Могилянська Академія». (Джерело).
Січень 2004 — січень 2008 — голова товариства з вивчення історії та культури євреїв Східної Європи «Керем Даат».
2013 — захистив дисертацію на здобуття наукового ступеня доктора історичних наук. Тема дисертації: «Ранній хасидизм: вчення і його соціально-історичний контекст». (Джерело).
З 1995 р. працює в Інституті політичних і етно-національних досліджень Національної Академії Наук України ім. І. Ф. Кураса. З 2014 р. займає посаду старшого наукового співробітника. (Джерело).
З 2003 р. викладає в Національному Університеті «Києво-Могилянська Академія». Підготував і провів наступні курси: «Історія євреїв в давнину і в середні віки», «Введення в класичні тексти іудаїзму», «Єврейська містика», «Історія хасидизму», «Введення в єврейську цивілізацію». (Викладачі кафедри).

## Наукові праці

### Монографії
- Ігор Туров. Ранній хасидизм: Історія. Віровчення. Контакти зі слов'янським оточенням. — К .: Дух i Літера, 2003
- Ставлення мудреців Талмуду до неєвреїв: за палестинський мідрашамі. Запоріжжя 2005. 124 c. — Бібліогр.: с. 102—123. — укр. Індекс рубрикатора НБУВ: Э36-251 + Э36-019 + Т5 в912
- Вчення основоположників хасидизму про владу цадика: містика і реалії світу цього. Київ, 2019. Бібліогр.: с. 287—335. — 300 прим. — ISBN 978-617-7583-49-2

### Англомовні статті
- Hasidism and Christianity of the Eastern Territory of the Polish-Lithuanian Commonwealth: Possible of Contacts and Mutual Influence // Kabbalah: Journal of the Study of Jewish Mystical Texts. № 10. 2004. P.73-119.
- Rabbi Abraham in the early Hasidic setting
- Field of human acts in Hasidic teaching of the classical period

### Статті
- Вчення основоположників хасидизму про владу цадика: містика і реалії світу цього. Київ, 2019.
- Вплив єврейських та ісламських релігійних рухів на розвиток арабо-ізраїльських взаємин: міжцивілізаційний діалог
- Діяльність єврейського ортодоксального руху «нетурей карта» в контексті сучасного діалогу цивілізацій
- Антисемітизм в Україні XXI ст:. політичний ракурс динаміки змін
- Антисемітизм в інформаційному просторі самопроголошених республік «ДНР» і «ЛНР»: вплив російського фактора

Ігор Туров є також автором понад шістдесяти наукових статей і розділів у колективних монографіях.

## Лекції
Лекції з історії єврейської містики і хасидизму:
- Ігор Туров про хасидизм в Україні
- «Ранній хасидизм: між Каббалой і Талмудом». 1-я лекція. | Ігор Туров
- «Ранній хасидизм: між Каббалой і Талмудом». 2-я лекція. | Ігор Туров
- «Ранній хасидизм: між Каббалой і Талмудом». 3-тя лекція. | Ігор Туров

Лекція по загальній проблематиці історичного дослідження:
- Історична фантомологія. Вступ.

Книги в бібліотеці:
- Посилання на книги в каталозі в Національній бібліотеці України імені В. І. Вернадського

## Поезія
Автор поетичної збірки «Душевний серпентарий». Київ, 2019.
Збірки поезій опубліковані в альманахах «Антракт» (Херсон, 2019), «Інтерреальность» (Київ, 2019).
Укладач збірника віршів українських поетів на єврейську тему «Намети Якова» (Київ 2017).
Презентація поетичної збірки «Душевний серпентарий»

### Нагороди
- Переможець слему міжнародного поетичного фестивалю «Одна маленька свічка» (Київ, 2018).
- Третє місце міжнародного поетичного фестивалю «Фестілава» (Київ, 2019).
- Друге місце всеукраїнського фестивалю поезії «Антракт» (Херсон, 2019).
- Переможець всеукраїнського поетичного конкурсу «Поет з народу» (Київ, 2019).
- Фіналіст поетичного фестивалю «Ірпінський Парнас» (Ірпінь, 2019).
- Лауреат міжнародного літературно-музичного фестивалю «Інтереальность» (Київ, 2019).
- Переможець поетичної дуелі «Форуму молодих літераторів» (Київ, 2019).

## Діяльність в якості політичного експерта
Виступи в телепередачах присвячених аналізу політичної ситуації в Україні, а також теорії та історії політичної науки:
- 01.10.2016. IDEALIST.Media.
- 22.11.2016. IDEALIST.Media. Що чекає Україну після перемоги Трампа? | Ігор Туров і Сергій Волошин
- 11.10.2017. INTV. Осінні політичні етюди № 26
- 20.10.2017. INTV. Осінні політичні етюди № 27
- 08.11.2017. INTV. Осінні політичні етюди — 28. Ісламській світ і Україна
- 04.04.2018. INTV. Весняні політичні етюди — 36 ч.1 «Санкції проти РФ — реакція цивілізованого світу»
- 05.04.2018. INTV. Весняні політичні етюди — 36 ч.2
- 30.04.2018. INTV. Весняні політичні етюди — 39. «Капітал» — це не тільки гроші
- 27.05.2018. IDEALIST.Media. Сергій Волошин, Ігор Туров. Марксизм та його фантоми.